# Galgagnano
Galgagnano is een gemeente in de Italiaanse provincie Lodi (regio Lombardije) en telt 784 inwoners (31-12-2004). De oppervlakte bedraagt 6,0 km², de bevolkingsdichtheid is 135 inwoners per km².

## Demografie
Galgagnano telt ongeveer 302 huishoudens. Het aantal inwoners steeg in de periode 1991-2001 met 74,4% volgens cijfers uit de tienjaarlijkse volkstellingen van ISTAT.
| Jaar | Inwoneraantal |
| ---- | ------------- |
| 1991 | 387           |
| 2001 | 675           |

## Geografie
Galgagnano grenst aan de volgende gemeenten: Zelo Buon Persico, Mulazzano, Cervignano d'Adda, Boffalora d'Adda, Montanaso Lombardo.